# الشركة العامة لتعبئة وخدمات الغاز
الشركة العامة لتعبئة وخدمات الغاز شركة حكومية مملوكة لوزارة النفط العراقية، يقع مقرها في بغداد، تأسست عام 1998 لتحل محل المنشأة العامة لتعبئة الغاز بوصفها الجهة الوحيدة المختصة بهذا الجانب في العراق.
تعمل الشركة على تشغيل معامل الغاز لغرض تعبئة الاسطوانات وتوفيرها للمواطنين وتجهيز الغاز الفل للمستهلكين وكذلك تصنيع اسطوانات الغاز وصيانتها مع ملحقاتها. وإضافة منظومات الغاز السائل للسيارات، وإنشاء محطات ومنافذ لتعبئة الغاز السائل للسيارات. ونصب شبكات الغاز السائل للمنشآت الصناعية والخدمية والمنزلية والمجمعات السكنية ليصل الغاز بأسهل الطرق واحدثها للمستهلكين.
لدى الشركة 53 معمل تعبئة غاز حكومي تديرها فنياً وإدارياً و 237 معمل تعبئة غاز أهلي تشرف عليها. و 23 ورشة إضافة منظومات الغاز السائل للسيارات، و47 محطة ومنفذ لتعبئة الغاز السائل للسيارات.